# 낭성초등학교
낭성초등학교는 대한민국 충청북도 청주시 상당구 낭성면 이목리에 있는 공립 초등학교다.

## 학교 연혁
- 1928년 4월 20일 낭성공립보통학교 개교
- 1938년 4월 1일 낭성공립심상소학교로 개칭
- 1941년 4월 1일 낭성공립국민학교로 개칭
- 1950년 6월 1일 낭성국민학교로 개칭
- 1971년 6월 30일 본관 2층 6개 교실 개축
- 1995년 3월 1일 갈산분교장, 산동분교장 편입
- 1995년 3월 2일 급식학교 급식 실시
- 1996년 2월 29일 산동분교장 폐지
- 1996년 3월 1일 낭성초등학교로 개명
- 2004년 2월 29일 갈산분교장 폐지
- 2004년 12월 20일 낭성초등학교 개축
- 2012년 3월 1일 7학급 편성(특수학급 1학급 편성)
- 2014년 2월 18일 제86회 졸업(졸업생 총 수 3,429명)
- 2014년 9월 1일 제33대 김영희 교장 부임
- 2016년 8월 8일 학생 건강을 생각한 교실환경(편백나무 리모델링) 및 교육기자재 현대화
- 2016년 9월 1일 제34대 김호근 교장 부임
- 2016년 12월 20일 화장실 리모델링 및 동편 계단 러버타일 시공
- 2016년 12월 28일 동편 어린이 쉼터 설치
- 2017년 2월 16일 제89회 졸업(졸업생 총 수 3,450명)
- 2017년 3월 1일 7학급 편성(특수학급 1학급 편성)

## 참고 자료
- 낭성초등학교 - 한국교육학술정보원 학교알리미